# Libavské Údolí
Libavské Údolí é uma comuna checa localizada na região de Karlovy Vary, distrito de Sokolov‎.